# Adrian Belew
Adrian Belew (* 23. prosince 1949 Covington, Kentucky), vlastním jménem Robert Steven Belew, je americký kytarista a zpěvák, známý především jako člen progressive rockové skupiny King Crimson, jímž byl v letech 1981–2013. Předtím hrál s např. Frankem Zappou, Talking Heads nebo Davidem Bowiem. Spolupracoval rovněž s dalšími hudebníky (mimo jiné Mike Oldfield, Nine Inch Nails, Porcupine Tree, Jean-Michel Jarre nebo Laurie Anderson), kterým také některá alba produkoval. Od roku 1982 vydává vlastní sólové desky.
V roce 1985, po ukončení činnosti King Crimson, Belew založil skupinu The Bears, které se věnoval až do roku 1989, kdy se rozpadla. Od roku 2001 je skupina opět aktivní. V roce 1993 vydal album The Acoustic Adrian Belew složené z akustických verzí starších skladeb, ať už jeho vlastních, tak i z dob King Crimson a jednu od The Beatles. Roku 1998 na něj navázal albem Belew Prints: The Acoustic Adrian Belew, Vol. 2 a o rok později Salad Days. V roce 1995 vydal album The Guitar as Orchestra, na kterém hraje pouze na kytary a kytarové syntezátory.
V roce 1994 hrál na albu The Downward Spiral americké industriální kapely Nine Inch Nails, se kterou později nahrál ještě alba The Fragile (1999) a Ghosts I-IV (2008). Na všech albech hrál pouze jako host, ale v roce 2013 se stal regulérním členem koncertní sestavy této skupiny. V letech 2005–2007 vydal čtyři související alba, nazvaná Side One a Side Two (obě 2005), Side Three (2006) a Side Four (2007); poslední z nich je koncertní album, zbylá jsou studiová. Na posledním albu séie jej doprovázeli bubeník Eric Slick a baskytaristka Julie Slick, kteří s ním hráli ve skupině Adrian Belew Power Trio. V roce 2009 tato sestava vydala album e.

## Sólová diskografie
- Lone Rhino (1982)
- Twang Bar King (1983)
- Desire Caught by the Tail (1986)
- Mr. Music Head (1989)
- Young Lions (1990)
- Desire of the Rhino King (1991)
- Inner Revolution (1992)
- Acoustic Adrian Belew (1993)
- Here (1994)
- Guitar As Orchestra (1995)
- Op Zop Too Wah (1996)
- Belewprints (1998)
- Coming Attractions (1999)
- Side One (2005
- Side Two (2005
- Side Three (2006
- Side Four (2007)
- e (2009)